# Пожарный подъёмно-спасательный автомобиль
Пожарный подъёмно-спасательный автомобиль — пожарный автомобиль, оборудованный закрепленной на автомобиле механизированной поворотной коленчатой, телескопической, коленчато-телескопической стрелой (пакетом колен) и предназначенный для проведения спасательных работ по эвакуации людей с высоты и тушения пожаров в многоэтажных зданиях, а также для выполнения других операций. Пожарные подъёмно-спасательные автомобили подразделяются на пожарные автолестницы и пожарные автоподъёмники. Для спасения людей с высоты может быть закреплен эластичный спасательный рукав, для тушения пожаров на высоте устанавливаются различные устройства для подачи огнетушащих веществ.
В СССР и России к зданиям повышенной этажности относят здания в 10 и более этажей исходя из сопоставления с высотой выдвижения пожарных автолестниц. В России большинство автолестниц 30-метровые, поэтому высота обычного многоэтажного здания ограничивается высотой 25…30 м.:321 По международным нормативам, все здания, у которых хотя бы один этаж лежит вне зоны достижимости пожарный автолестницы, считаются высотными и относятся к группе «специальных зданий». Отнесение к высотным зданиям связано не только со спасением людей, но и с невозможностью тушить здание снаружи.:331

## Пожарная автолестница
Пожарная автолестница — пожарный подъёмно-спасательный автомобиль, раздвижная стрела (пакет колен) выполнен в виде непрерывной лестницы. Подъём и спуск по автолестнице осуществляется в люльке или по пакету колен лестницы. Высота подъёма выпускаемых в России автолестниц составляет от 17 до 60 м.
Пожарная автолестница с подъёмником соединяет в себе преимущества автолестницы по спасению людей и автоподъёмника по тушению пожаров в единой конструкции. Его раздвижная стрела имеет лестничные марши, расположенные сбоку стрелы, и люльку на последнем звене. Высота подъёма составляет от 30 до 88 м. Предприятия-изготовители высотной техники Европы прекратили в настоящее время производство пожарных автоподъемников (предназначенных для спасения людей) и перешли на выпуск пожарных автолестниц с подъёмником.
Пожарная автоцистерна может быть оборудована механизированной выдвижной и поворотной лестницей. Первая в России пожарная автоцистерна с лестницей АЦЛ-З-40/17 (4х2) появилась в 1997 на шасси КамАЗ-43253 (4х2) и имела вместимость цистерны для воды 3000 л, бака для пенообразователя 300 л. и высоту выдвинутой лестницы 17 м.

## Пожарный автоподъемник
Пожарный автоподъемник — пожарный автомобиль, оборудованный механизированной поворотной коленчатой, телескопической или коленчато-телескопической стрелой,
последнее звено которой заканчивается люлькой. Подъём и спуск осуществляется в люльке. Высота подъёма выпускаемых в России АПК составляет от 30 до 50 м. Предназначенный для спасения людей с высоты и тушения пожаров в многоэтажных зданиях.
Существуют автоподъемники только для тушения пожаров — пожарные автопеноподъемники, оборудованный устройствами для подачи огнетушащих веществ на вершине стрелы. Они используются для тушения пожаров в резервуарах и других технологических установках, а также для подачи огнетушащих веществ на высоту.